# Brumov-Bylnice
Brumov-Bylnice é uma cidade checa localizada na região de Zlín, distrito de Zlín.